# Камалетдинов, Мансур Фатхинурович
Мансур Фатхинурович Камалетдинов (7 января 1926, Златоуст, Уральская область — 19 апреля 2012, Питтсбург, Пенсильвания) — советский и американский артист балета, преподаватель, балетмейстер, хореограф.

## Биография
Родился в Златоусте и провёл раннее детство в деревне Щучье недалеко от Уфы (Башкортостан), там же, где вырос Рудольф Нуриев. По национальности башкир.
Позже попал в детский дом в Уфе.
Был отобран гастролировавшей балетной труппой для обучения в академию Вагановой в Санкт-Петербурге. Там учился у многих знаменитых преподавателей, в том числе у Александра Ширяева, бывшего ассистента Мариуса Петипа.
После окончания академии стал работать в Кировском балете, где выступал с такими танцорами как Наталья Дудинская, но вскоре был приглашён в Тбилисский театр оперы и балета, где работал с Вахтангом Чабукиани.
В 1951 году был приглашён в Большой театр в качестве солиста и преподавателя. В то время там уже работали, например, такие выдающиеся учителя как Елизавета Гердт. Помимо преподавания и исполнения классического танца, Мансур Камалетдинов возглавлял отделение национальных танцев. Он был хореографом многочисленных балетов поставленных в СССР и для международных туров Большого театра. Также он был балетмейстером во многих спектаклях Большого театра. Камалетдинов был помощником художественного руководителя Большого театра Леонида Лавровского и знаменит в качестве исполняющего обязанности художественного руководителя в отсутствие последнего.
Работал и гастролировал среди прочего с Галиной Улановой, а также его близким другом и коллегой Майей Плисецкой. Он гастролировал по миру как один из «звёзд Большого» и был преподавателем Национального балета Кубы по приглашению Алисии Алонсо.
В 1976 году эмигрировал из Советского Союза, поселившись сначала в Италии, а затем в США, где он долгое время жил и работал, в Калифорнии и Пенсильвании.
Многие из его учеников стали звёздами и известны во всём мире. Один из его бывших студентов Владимир Васильев, стал художественным руководителем Большого театра. Также среди его студентов были: Сергей Радченко, Лариса Трембовельская, Erin Halloran.

## Постановки
Малый театр 
- 25 мая 1971 — «Каменный хозяин» Леси Украинки в постановке Р. Н. Капланяна, композитор Н. И. Пейко.
- 16 марта 1972 — «Самый последний день» Б. Л. Васильева в постановке Б. И. Равенских, композитор А. Г. Флярковский (совместно с П. Л. Гродницким).
- 23 декабря 1972 — «Птицы нашей молодости» И. Друцэ в постановке И. С. Унгуряну, композитор Е. Дога.

## Фильмография
- 1947 — «Солистка балета» — Лебедев